# Saut à ski aux Jeux olympiques de 1976
Navigation
Sapporo 1972 Lake Placid 1980
Les épreuves de saut à ski aux Jeux olympiques d'hiver de 1976 ont lieu les 7 et 15 février 1976 au tremplin de Bergisel (grand tremplin) et au tremplin Toni Seelos (petit tremplin).

## Podiums
| Épreuves                           | Or                          | Argent                 | Bronze             |
| ---------------------------------- | --------------------------- | ---------------------- | ------------------ |
| Petit tremplin résultats détaillés | Hans-Georg Aschenbach (GDR) | Jochen Danneberg (GDR) | Karl Schnabl (AUT) |
| Grand tremplin résultats détaillés | Karl Schnabl (AUT)          | Toni Innauer (AUT)     | Henry Glass (GDR)  |

## Résultats

### Petit tremplin
| Place | Nation             | Athlète               | Points |
| ----- | ------------------ | --------------------- | ------ |
| 1er   | Allemagne de l'Est | Hans-Georg Aschenbach | 252.0  |
| 2e    | Allemagne de l'Est | Jochen Danneberg      | 246.2  |
| 3e    | Autriche           | Karl Schnabl          | 242.0  |
| 4e    | Tchécoslovaquie    | Jaroslav Balcar       | 239.6  |
| 5e    | Suisse             | Ernst Von Grünigen    | 238.7  |
| 6e    | Autriche           | Reinhold Bachler      | 237.2  |
| 7e    | Autriche           | Toni Innauer          | 233.2  |
| 7e    | Autriche           | Rudolf Wanner         | 233.2  |

### Grand tremplin
| Place | Nation             | Athlète               | Points |
| ----- | ------------------ | --------------------- | ------ |
| 1er   | Autriche           | Karl Schnabl          | 234.8  |
| 2e    | Autriche           | Toni Innauer          | 232.9  |
| 3e    | Allemagne de l'Est | Henry Glaß            | 221.7  |
| 4e    | Allemagne de l'Est | Jochen Danneberg      | 221.6  |
| 5e    | Autriche           | Reinhold Bachler      | 217.4  |
| 6e    | Autriche           | Hans Wallner          | 216.9  |
| 7e    | Allemagne de l'Est | Bernd Eckstein        | 216.2  |
| 8e    | Allemagne de l'Est | Hans-Georg Aschenbach | 212.1  |

## Tableau des médailles
| Rang | Nation             | Or | Argent | Bronze | Total |
| ---- | ------------------ | -- | ------ | ------ | ----- |
| 1er  | Allemagne de l'Est | 1  | 1      | 1      | 3     |
| 1er  | Autriche           | 1  | 1      | 1      | 3     |